# CAMRA
CAMRA（Campaign for Real Ale）は、イングランドのセント・オールバンズに本部を置く消費者団体である。主に、イギリスの｢エール｣｢りんご酒｣の販売促進と、伝統的なパブを守る活動をしている。
CAMRAは1971年に4名の若者によって発足した。発足当時の呼称は「Society For The Presevation of Beers from the Wood（樽内熟成ビールを守る会）」である。後の1973年に現在のCAMRAに呼称を変更している。

## 歴史

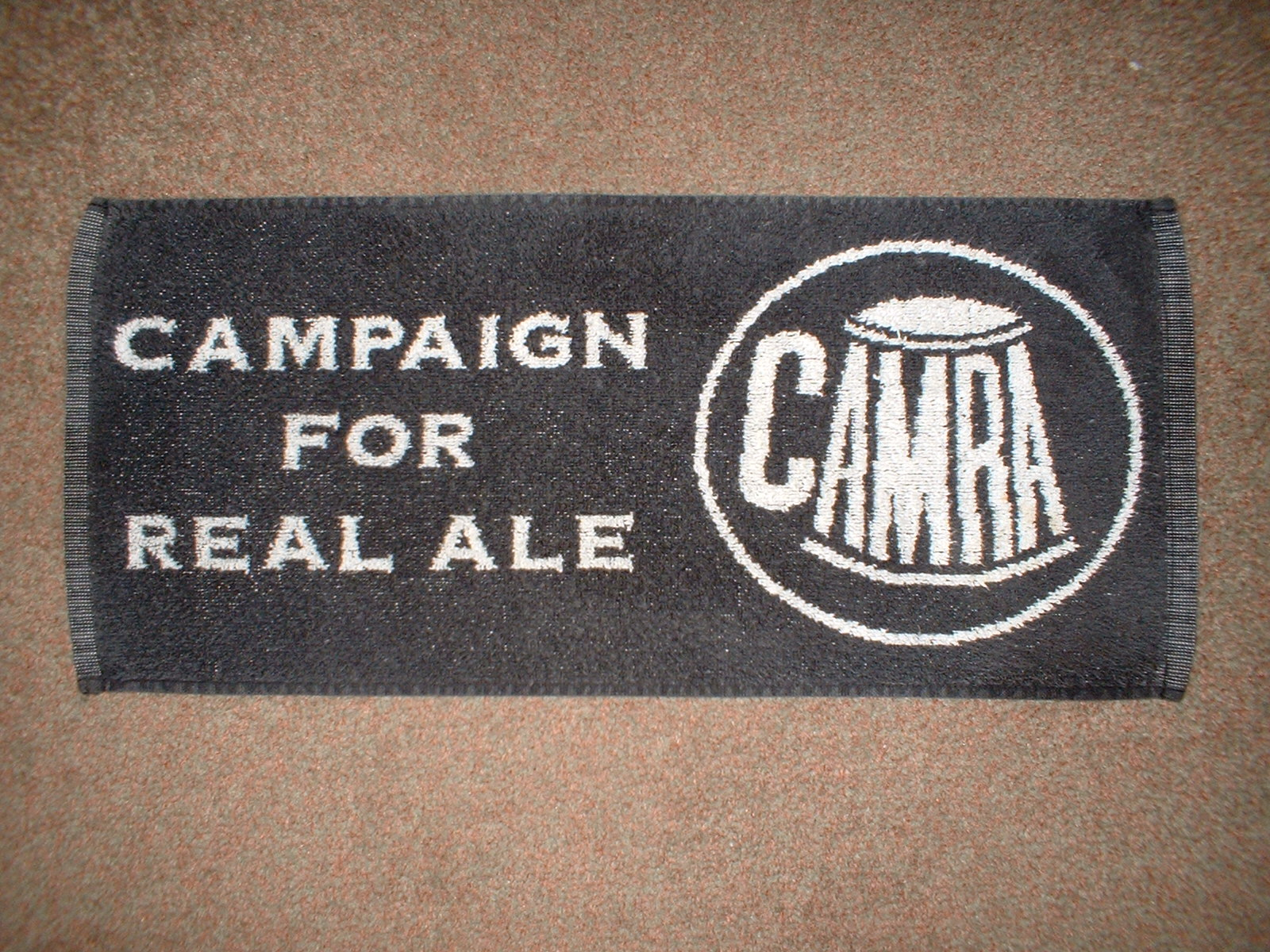
CAMRA logo on a bar towel

1971年にグラハム・リーズ、ビル・メラー、マイケル・ハードマン、ジム・マーキンによって設立された消費者団体である。第二次世界大戦後のイギリスのビール市場は大企業のビール会社が力をつけ、中小ビール工場を買収合併していった。
その結果、中小ビール工場の独自の味が失われ、そして同時にリアルエールビール自体が衰退していった。彼らはこのビール産業の大量生産と均一化に反対し、政府や企業に訴えかけた。

## 目的
1. 消費者の権利を守り、そして向上させる
2. 質、価値、選択において促進させる
3. パブのコミュニティーに焦点を当てサポート
4. ライセンス制度、伝統の保護と可能性を探求

## 出版物
CAMRAはWhat's Brewingと呼ばれる月報を出しており、メンバーになると受け取ることができる。これには、リアルエールを作る製造所、それを出すパブなどの紹介と批評を見ることができる。
それをまとめたGood Beer Guideと呼ばれるガイド本も毎年出しており、これは会員でなくても購入することができる。

## 促進

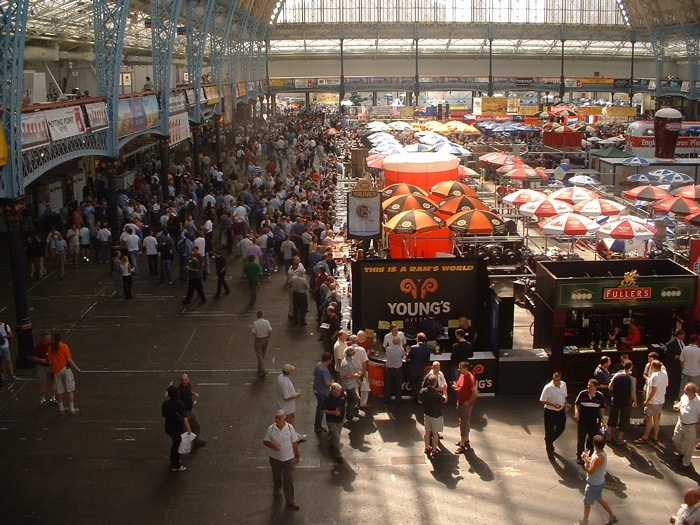
Great British Beer Festival 2004

CAMRAには多くの支部が存在し、支部ごとにその地域のリアルエールの為にイベントを開催している。多くのイベントは、入場時にコップを買えばそのコップで何杯でもビールが飲むことができる。地方で知られていない、地ビールの促進の為である。
そして毎年8月に、グレート・ブリティッシュ・ビア・フェスティバルがロンドンで開催されチケットがソールドアウトするなどイギリスではとても人気のイベントとなっている。

## パブの保護
CAMRAにはパブの保護チームがある。このチームは、現在認識される歴史的及び重要建築であるパブを保護するために設立された。
少なくとも第二次世界大戦から30年間は維持されているような「パブの遺産」がCAMRAによって保護されている。大規模なパブの遺産においては、郡ごとに保護されている。2009年6月の時点では、289のパブが登録されている。